# Clubiona mazandaranica
Clubiona mazandaranica är en spindelart som beskrevs av Mikhailov 2003. Clubiona mazandaranica ingår i släktet Clubiona och familjen säckspindlar. Inga underarter finns listade i Catalogue of Life.